# Nuke
(Esclamazione tipica di Nuke)
Nuke, il cui vero nome è Frank Charles Simpson, è un personaggio dei fumetti creato da Frank Miller (testi) e David Mazzucchelli (disegni), pubblicato dalla Marvel Comics. La sua prima apparizione avviene in Daredevil (vol. 1) n. 232 (luglio 1986).
Supercriminale ultrapatriottico, potenziato artificialmente e affetto da gravi squilibri mentali, Nuke è un tentativo di ricreare il siero del supersoldato durante la guerra in Vietnam convinto di star ancora combattendo nel suddetto conflitto e in seguito trasformato in un cyborg privo di scrupoli e umanità.
È caratterizzato da una bandiera degli Stati Uniti tatuata sul volto.

## Storia editoriale
Esordito nel 1986 ad opera di Frank Miller e David Mazzucchelli nel corso della saga Devil: Rinascita, Nuke viene ucciso nel numero successivo alla sua prima apparizione, evento a seguito del quale sparisce per diversi anni dalle pubblicazioni Marvel Comics finché, su New X-Man n. 145 (ottobre 2003), Grant Morrison lo recupera dal "dimenticatoio" rivelandolo essere un prodotto del programma Arma Plus. Successivamente il personaggio torna a comparire in varie testate e, nel luglio 2006, in Wolverine: Origins n. 2, attraverso un'operazione di ret-con, gli autori Daniel Way e Steve Dillon hanno fornito maggiori dettagli sulle sue origini svelando il coinvolgimento avutovi dal mutante canadese protagonista della serie.

## Biografia del personaggio

### Origini
Nato a inizio anni cinquanta a Dayton, Ohio, da Charles Simpson e dalla sua ricca, dispotica e alcolizzata moglie; l'infanzia di Frank è segnata dai maltrattamenti infertigli dalla madre e dalla figura debole e inetta del padre, a sua volta succube della donna. Ciò lo porta a sviluppare un morboso attaccamento per la sua babysitter, nonché amante del padre, Betsy, che facendo leva su tale affetto lo convince a assassinare la madre scaraventandola dalle scale. Quella sera stessa Wolverine, allora agente operativo del Progetto Arma Plus, avvicina Charles e Betsy travestito da poliziotto, li uccide simulando un omicidio-suicidio nell'auto di lui e infine si presenta sulla porta di casa Simpson per rapire Frank che, dimostrando il suo cieco e caratteristico rispetto per l'autorità, segue lo sconosciuto in auto senza fare domande per via della sua divisa.
Addestrato da Arma Plus, che lo arruola nell'esercito insignendolo del rango di maggiore, allo scoppio della guerra del Vietnam, Frank viene impiegato nei black-ops in un complesso piano per far sì che venga catturato dai Viet Cong nel 1968 e brutalmente torturato da Logan che, spacciandosi per un istruttore russo, mette in atto un radicale condizionamento della mente intagliandogli sul volto la bandiera americana con un coltello e ripetendogli la frase "No V.C."; ciò lo suggestiona tanto da innescare una reazione che lo spinga a uccidere barbaramente chiunque pronunci quella frase, difatti, non appena liberato, trovandosi di fronte un villaggio di contadini che lo pregano di non sparare gridandogli "No V.C." (acronimo di "No Viet Cong") Frank li massacra senza pietà.
Sebbene l'esperimento venga considerato un successo, Frank diviene gravemente squilibrato e inizia a soffrire di allucinazioni che lo portano a credere di stare ancora combattendo i Viet Cong. Anni dopo, coperte le cicatrici del volto tatuandovi sopra il medesimo vessillo, Frank viene inserito nel programma Arma VII che, nel tentativo di renderlo un supersoldato come Capitan America, gli impianta uno strato anti-proiettili sotto pelle e un secondo cuore, oltre a sottoporlo alla frequente assunzione di pillole di placebo per limitarne l'aggressività, cosa che lo rende anche tossicodipendente.
In seguito si dà all'attività mercenaria operando principalmente nella nazione sudamericana di Tierra Verde col nome in codice di "Nuke".

### Devil: Rinascita
Scoperta la vera identità di Devil, Kingpin ricatta un generale statunitense di modo da assicurarsi i servigi di Nuke e poterlo impiegare nella sua faida contro l'uomo senza paura. Ricevuto l'ordine di uccidere il diavolo rosso, Nuke scatenò l'inferno a Hell's Kitchen mettendola a ferro e fuoco fino a venire affrontato, sconfitto e imprigionato da Devil e i Vendicatori. Imprigionato in una base militare, Nuke riesce a fuggire prendendo d'assalto il Daily Bugle nella speranza di attirare allo scoperto il vigilante cieco, venendo tuttavia affrontato da Capitan America, ferito al torace dai proiettili dei militari sulle sue tracce e, apparentemente, ucciso. Il suo corpo viene tuttavia recuperato dal governo di Tierra Verde, che lo fa rianimare come cyborg innestandogli arti e ossa meccaniche.

### Wolverine: Origins
Nel momento in cui Wolverine recupera tutti i ricordi del suo passato, il governo degli Stati Uniti, spaventato da ciò che le sue azioni potrebbero comportare, gli invia contro Nuke, nel frattempo rimesso a nuovo. A seguito di un breve scontro, il mutante canadese, pur provando un forte rimorso per ciò in cui ha contribuito a trasformarlo, si rende conto che in Frank ormai non c'è più alcuna traccia di umanità in quanto divenuto una macchina senza personalità o coscienza il cui stesso metabolismo è ora controllato a distanza da una base segreta a Tierra Verde. Non sapendo come riscattarsi per quanto fattogli, Wolverine decide dunque di ucciderlo per evitargli altre sofferenze, ma viene fermato dal provvidenziale intervento di Capitan America che, ritenendo Nuke un tentativo fallito di ricreare il progetto supersoldato, si sente in qualche modo indirettamente responsabile per lui.
Logan consegna allora quanto rimasto del corpo di Nuke a Emma Frost, sperando che lei possa ripristinarne la salute mentale e chiedendole, in caso contrario, di chiamarlo affinché possa ucciderlo.

### Thunderbolts
Dopo l'ascesa al potere di Norman Osborn e l'istituzione dell'H.A.M.M.E.R., l'uomo fa dei Thunderbolts i suoi personali black-ops aggiungendovi un misterioso individuo chiamato Flagello e in seguito mettendolo alla guida della squadra nella missione per catturare la Vedova Nera, Songbird, e Nick Fury, che tuttavia si conclude in un fiasco. Richiamato all'ordine, il Flagello si rivela essere Nuke che, sempre più in stato confusionale per la nuova identità assegnatagli da Osborn, in una successiva missione contro gli agenti di Atlas viene manipolato mentalmente da Jimmy Woo affinché uccida Osborn, complotto che fallisce miseramente provocando la morte del Carnefice.
Durante l'Assedio ad Asgard, lui e i Thunderbolts vengono incaricati di introdursi nell'armeria reale per rubare Gungnir, la Lancia di Odino. Vengono però fermati dai Potenti Vendicatori e, durante la battaglia, Nuke usa la lancia per amputare gli arti sinistri a U.S. Agent al che Paladin, piuttosto che lasciare un'arma tanto potente in mano a uno psicopatico, gli spara in faccia e gliela sottrae.
Il corpo di Frank viene rinvenuto da Stature al termine della battaglia, miracolosamente sopravvissuto alle ferite e caduto in una sorta di coma, il criminale viene rinchiuso nel Raft dove un amareggiato U.S. Agent convince lo staff medico a desistere dall'idea di risvegliarlo in quanto impossibilitato a redimersi, decisione che viene appoggiata dallo stesso Capitam America, liberatosi dal senso di colpa nei confronti di Nuke, il quale tuttavia si risveglia e riesce a fuggire recandosi poi nell'Europa dell'Est alla ricerca di "nemici dell'America" ma viene intercettato, sconfitto e arrestato da Capitan America. Il Chiodo di Ferro, vero artefice della sua fuga, per coprire il suo coinvolgimento, incarica successivamente il Dottor Mindbubble di far implodere il cyborg.
Nuovamente sopravvissuto, Nuke è poi tra i tanti mercenari che tentano, senza successo, di incassare la taglia messa sulla testa di Wolverine dopo che questi perde il suo fattore rigenerante.

## Poteri e abilità
Nuke possiede varie capacità superumane dovute ai continui potenziamenti subiti dal suo corpo. Inizialmente il programma Arma Plus gli ha iniettato un siero molto simile a quello usato per creare Capitan America conferendogli forza, resistenza, velocità, agilità, sopportazione del dolore e della fatica, tempi di recupero e riflessi ai limiti delle possibilità umane, mentre il programma Arma VII, gli ha innestato un secondo cuore meccanico e diversi altri innesti cibernetici che hanno aumentato la sua resistenza ed i suoi tempi di recupero a livelli superumani rendendolo quasi completamente antiproiettile. Il suo secondo cuore funziona in congiunzione con tre diversi tipi di pillole: una rossa per innalzare la sua adrenalina, una bianca per riequilibrarlo e una blu per rilassarlo, sebbene in seguito sia stato rivelato che tali pillole siano semplici placebo privi di utilità fattegli assumere ciclicamente dai suoi superiori per manipolarlo meglio tramite un complesso metodo di suggestione. Le ossa e gli arti di Nuke sono stati poi sostituiti da componenti cibernetici aumentandone ulteriormente le prestazioni fisiche mentre la sua pelle è stata sostituita con uno speciale tipo di plastica, all'apparenza identica alla pelle umana ma molto più resistente a lesioni e danni di genere mentre i bioritmi del suo corpo possono essere accesi o spenti a distanza da alcuni tecnici in un'apposita base segreta a Tierra Verde.
I decenni di abusi e condizionamenti fisici e mentali hanno reso Nuke completamente folle ragion per cui, nonostante sia un soldato estremamente esperto nel combattimento corpo a corpo e nell'uso delle armi, è ridotto a poco più di un burattino in grado solo di eseguire comandi, convinto di stare ancora combattendo in Vietnam, dipendente da pillole al placebo e condizionato affinché uccida violentemente chiunque pronunci la frase "No V.C."

## Altre versioni

### Amalgam
Nell'universo Amalgam, Nuke viene fuso con Bane dando vita al soldato tossicodipendente dell'HYDRA Bane Simpson.

### House of M
Nella realtà alternativa di House of M, Nuke è un agente del governo inviato, assieme a Mimo e all'agente Barnes, a Genosha per uccidere Magneto e i suoi seguaci. Di tutta la spedizione, Nuke è l'unico che riesce a entrare nella stanza da letto di Wanda Maximoff, tuttavia essa lo distrugge prima che possa ucciderla.

### Ultimate
Nell'universo Ultimate, Frank Simpson è un soldato americano offertosi volontario per la somministrazione di una variante del siero del supersoldato al fine di diventare per il conflitto in Vietnam quello che Steve Rogers è stato per la seconda guerra mondiale, arrivando addirittura a farsi tatuare in faccia la bandiera degli Stati Uniti. Nel 1972, terminato il conflitto, Simpson diviene tanto disilluso nei confronti degli Stati Uniti da disertare e darsi alla macchia ricomparendo poi diversi anni dopo offrendo diversi campioni di siero del supersoldato ricavati dal suo sangue alla Corea del Nord, rintracciato dallo S.H.I.E.L.D. e dal redivivo Capitan America, si scontra con esso riuscendo ad avere la meglio e a fuggire ma, in seguito, viene rintracciato da Cap fino al villaggio di Saloth in Cambogia dove, avendo potenziato l'intera popolazione col suo sangue, riesce a catturare l'eroe a stelle e strisce tentando di farlo passare dalla sua parte elencandogli le azioni più meschine compiute dal governo americano durante gli anni in cui è rimasto in animazione sospesa. Capitan America riesce tuttavia a liberarsi e a sconfiggere Simpson, che viene dunque preso in custodia dallo S.H.I.E.L.D. e imprigionato in una cella dove Cap si reca sporadicamente a visitarlo per leggergli la Bibbia.

## Altri media
- Simpson, interpretato da Wil Traval[31], compare tra i personaggi principali della serie televisiva MCU Jessica Jones. In tale versione si chiama Will Simpson e anche le sue origini sono state reinventate: è presentato come un ex-veterano di guerra divenuto sergente del NYPD[32] che, dopo essere rimasto vittima dei poteri di controllo mentale di Kilgrave diviene determinato a ucciderlo arrivando ad assumere delle pillole sperimentali che aumentano la sua forza trasformandolo però in un assassino privo di controllo.
- Nuke appare nella serie animata Avengers Assemble.